# ミトライエット
ミトライエット（Mitraillette）は、ベルギーのフリトゥリーやカフェで提供されるサンドイッチである。学生の間で人気がある。フランス語で「短機関銃（サブマシンガン）」を意味する言葉である。
ブリュッセルで最初に作られたと考えられているが、フランドルやワロン地域、またフランスのノール＝パ・ド・カレー地域圏でも人気があり、ここでは"Américain"という名前でも知られる。

## 材料
典型的なミトライエットは、次の材料から作られる。
- 半分に切ったバゲット（または小型のバゲットを用いることもある）
- フライドポテト
- 肉（ソーセージ、パティ、ステーキ等、店により肉の種類が異なる[21]）
- ソース（マヨネーズ、ケチャップ、ソース・アンダルーズ（英語版）、ガーリックソース（英語版）、ベアルネーズソース）

摩り下ろしたニンジン、新鮮なレタス、トマトのスライス等のクリュディテ（生野菜）やチーズ、キャベツ等が加えられることもある。
オリジナルのミトライエットは、ソーセージまたはスライスした肉を挟んだだけのものだった。

## 文化における重要性
2016年3月のブリュッセル連続テロ事件の後、ベルギー国内や外国のソーシャルメディア上で、友情とユーモアの象徴として、ミトライエットの画像が共有された。
2020年12月、テレビ番組Top Chefフランス語版のかつての出演者であるJean-Philippe Watteyneがモンスにミトライエットを提供するポップアップレストランを開店した。
2021年11月、仏語誌DH Les Sports +は、エテルベークのフリトゥリーで130cmに達するベルギーで最長のミトライエットを販売したと報じた。